# Heilig-Hartkliniek
De Heilig-Hartkliniek was een katholiek ziekenhuis in de Belgische stad Kortrijk. Het ziekenhuis werd gesticht in 1888 in de Budastraat, in de gelijknamige wijk Buda. Sinds haar fusie met het Sint-Maartenziekenhuis werd zij omgevormd tot een rust -en verzorgingshuis.

## Geschiedenis
Toen de Heilig-Hartkliniek in 1888 werd opgericht in de Budastraat, was dit de eerste particuliere kliniek te Kortrijk. Het was van meet af aan een privaat ziekenhuis, in tegenstelling tot het Onze Lieve Vrouwehospitaal, dat een OCMW-ziekenhuis was.
Op 1 januari 1988 fusioneerden het Sint-Maartenziekenhuis en de Heilig-Hartkliniek. De Heilig-Hartkliniek werd omgebouwd tot een rust -en verzorgingshuis met een capaciteit van 120 bedden en een kinderresidentie voor 40 kinderen.